# Ty Jerome
Ty Jeremy Jerome (ur. 8 lipca 1997 w Nowym Jorku) – amerykański koszykarz, występujący na pozycji rozgrywającego, od 2023 zawodnik Cleveland Cavaliers.
W 2014 zajął czwarte miejsce w turnieju Nike Global Challenge. Wziął też udział w Nike Skills Academy.
16 listopada 2020 trafił w wyniku wymiany do Oklahoma City Thunder. 4 października 2022 podpisał umowę z Golden State Warriors na występy zarówno w NBA, jak i zespole G-League – Santa Cruz Warriors. 6 lipca 2023 dołączył do Cleveland Cavaliers.

## Osiągnięcia
Stan na 18 września 2023, na podstawie, o ile nie zaznaczono inaczej.
NCAA
- Mistrz:
  - NCAA (2019)
  - turnieju konferencji Atlantic Coast (ACC – 2018)
  - sezonu regularnego ACC (2018, 2019)
- Uczestnik rozgrywek:
  - II rundy turnieju NCAA (2017, 2019)
  - turnieju NCAA (2017–2019)
- Zaliczony do:
  - I składu turnieju:
    - Battle 4 Atlantis (2019)
    - regionalnego NCAA All-South (2019)
    - NCAA Final Four (2019 przez Associated Press)[6]

  - II składu:
    - ACC (2019)
    - turnieju ACC (2018)

  - III składu ACC (2018)
  - składu honorable mention All-American (2019 przez Associated Press)
- Zawodnik tygodnia ACC (2.01.2018, 11.03.2019)